# Magadheera
Magadheera é um filme de ação romântica de fantasia e fantasia indiano de 2009, dirigido por S. S. Rajamouli e produzido por Allu Aravind da Geetha Arts, com base em uma história de V. Vijayendra Prasad. O filme é estrelado por Ram Charan, Srihari, Kajal Aggarwal e Dev Gill. Tem como tema a reencarnação e o amor eterno.
Feito com um orçamento de ₹ 35-44 crore (US$ 7-10 milhões), Magadheera foi o filme telugo mais caro da época. A produção do filme começou em 2 de março de 2008, enquanto a filmagem começou em 19 de março de 2008. A trilha sonora foi composta por M. M. Keeravani enquanto a fotografia foi feita por K. K. Senthil Kumar. As sequências de ação foram coreografadas por Peter Hein e a dupla Ram–Lakshman. Foi o primeiro filme telugo a listar um "produtor de efeitos visuais" em seus créditos.
Magadheera foi lançado em 31 de julho de 2009, com aclamação da crítica e sucesso comercial. É o primeiro filme telugo a entrar no clube dos 100 crore. Ele arrecadou uma parcela dos distribuidores de ₹ 73,6 milhões e uma arrecadação bruta de ₹ 150 milhões no final de sua exibição teatral. Tornou-se o filme telugo de maior bilheteria da história naquela época. Sua exibição teatral de 1.000 dias ultrapassou Chandramukhi (2005) como o filme do sul da Índia de maior duração. O filme ganhou o Prêmio Nacional de Melhor Coreografia e Melhores Efeitos Especiais no 57º National Film Awards, bem como ganhou seis prêmios Filmfare e nove prêmios Nandi estaduais. O sucesso do filme catapultou os atores principais para o estrelato.
O filme foi dublado em hindi com o mesmo título, tâmil como Maveeran, e em malaialo como Dheera: The Warrior e foi lançado em 27 de maio de 2011. Ambas as versões dubladas fizeram sucesso e conquistaram uma boa base de fãs para Ram Charan em Tâmil Nadu e Querala. A versão dublada em japonês do filme foi lançada em agosto de 2018 e se tornou um dos filmes indianos de maior bilheteria de todos os tempos nas bilheterias japonesas. O filme foi refeito em Odia como Megha Sabarire Asiba Pheri em 2010, e em bengali como Yoddha: The Warrior em 2014.

## Elenco
- Ram Charan como Shiv/Kala Bhairavan/Harsha
- Kajal Aggarwal como Indira "Indu"/Princesa Mithravinda Devi "Mithra"
- Dev Gill como Raghuveer/Ranadev Billa
- Srihari como Sher Khan/Solomon
- Sunil como Gautam
- Surya como Pratap Varma
- Sameer Hasan como Maan Singh
- Subbaraya Sharma como Guru Devulu
- Rao Ramesh como Ghora
- Sarath Babu como Rei Vikram Singh
- Hema como Sasikala
- Chatrapathi Sekhar como ajudante de Raghuveer